# Phasianus versicolor
El faisán verde (Phasianus versicolor) es una especie de ave galliforme de la familia Phasianidae endémica del Japón. Es el ave nacional de Japón.

## Taxonomía
Anteriormente se consideraba una subespecie de faisán común, pero en 2003 fueron separados por sus diferencias genéticas.
Se reconocen tres subespecies:
- P. v. robustipes - presente en el noroeste de las islas de Honshu y Sado;
- P. v. tanensis - se encuentra en el centro de Honshu y en las islas Izu;
- P. v. versicolor - suroeste de Honshu y Kyushu.

## Galería

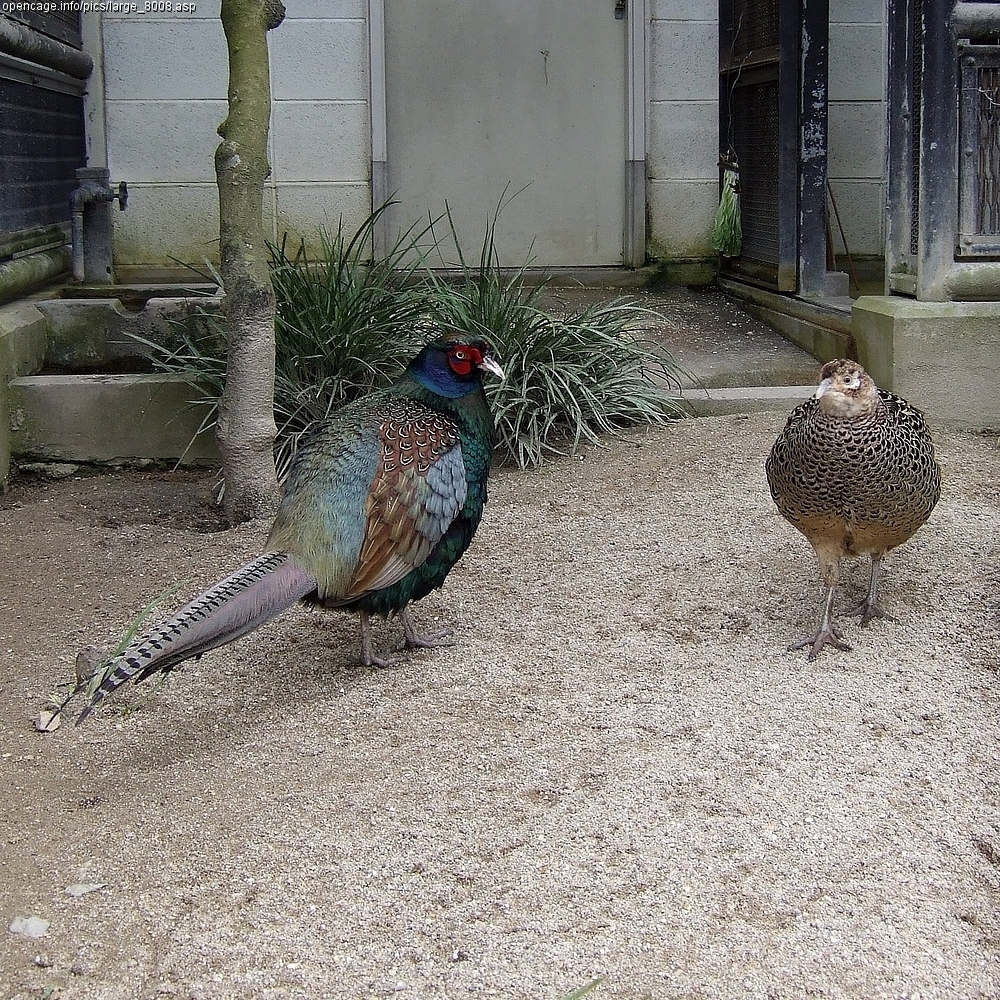
Macho y hembra.
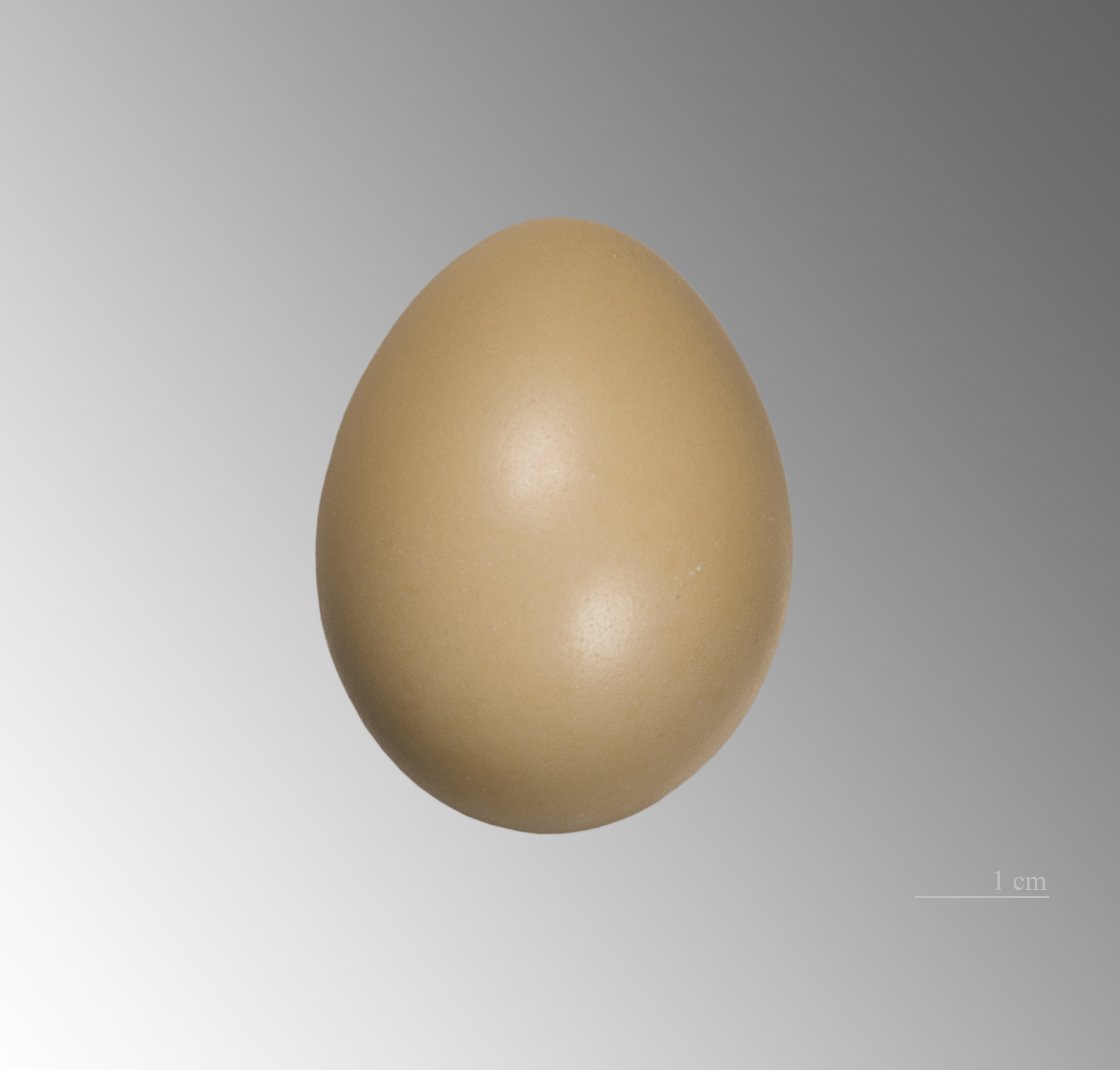
Huevo de Phasianus versicolor